# 大阪大学附属图书馆
大阪大学附属图书馆（日语：／ Ōsaka Daigaku fuzoku toshokan */?）是一座位于日本大阪的图书馆。

## 历史
1931年建立，有四个分馆。截至2017年，丰中校区的综合图书馆藏书2,619,000册，吹田校区的生命科学图书馆藏书408,000册，吹田校区的理工学图书馆藏书338,000册，箕面校区的外国学图书馆藏书520,000册，合计藏书3,885,000册。

## 画廊

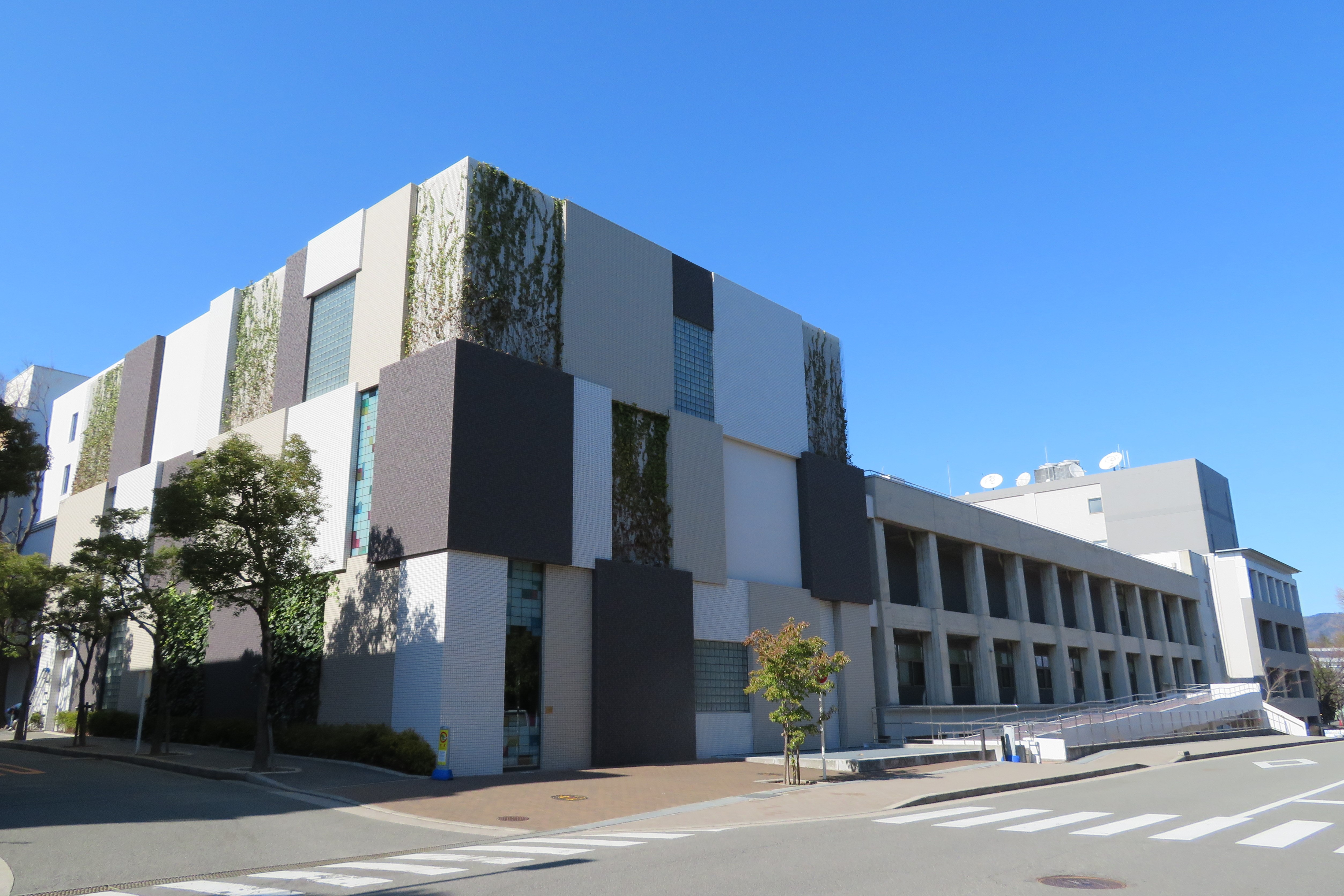
丰中校区的综合图书馆
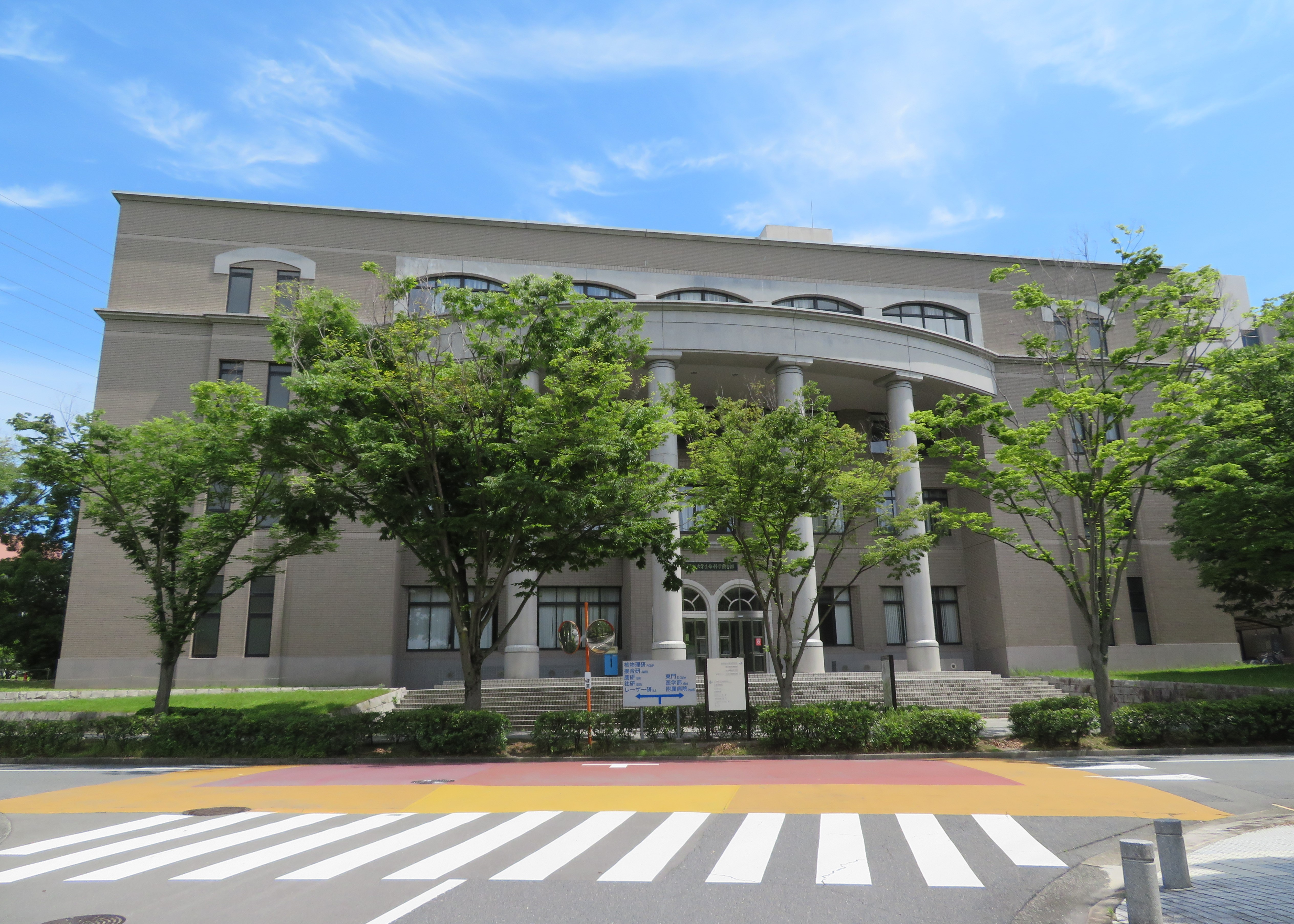
吹田校区的生命科学图书馆
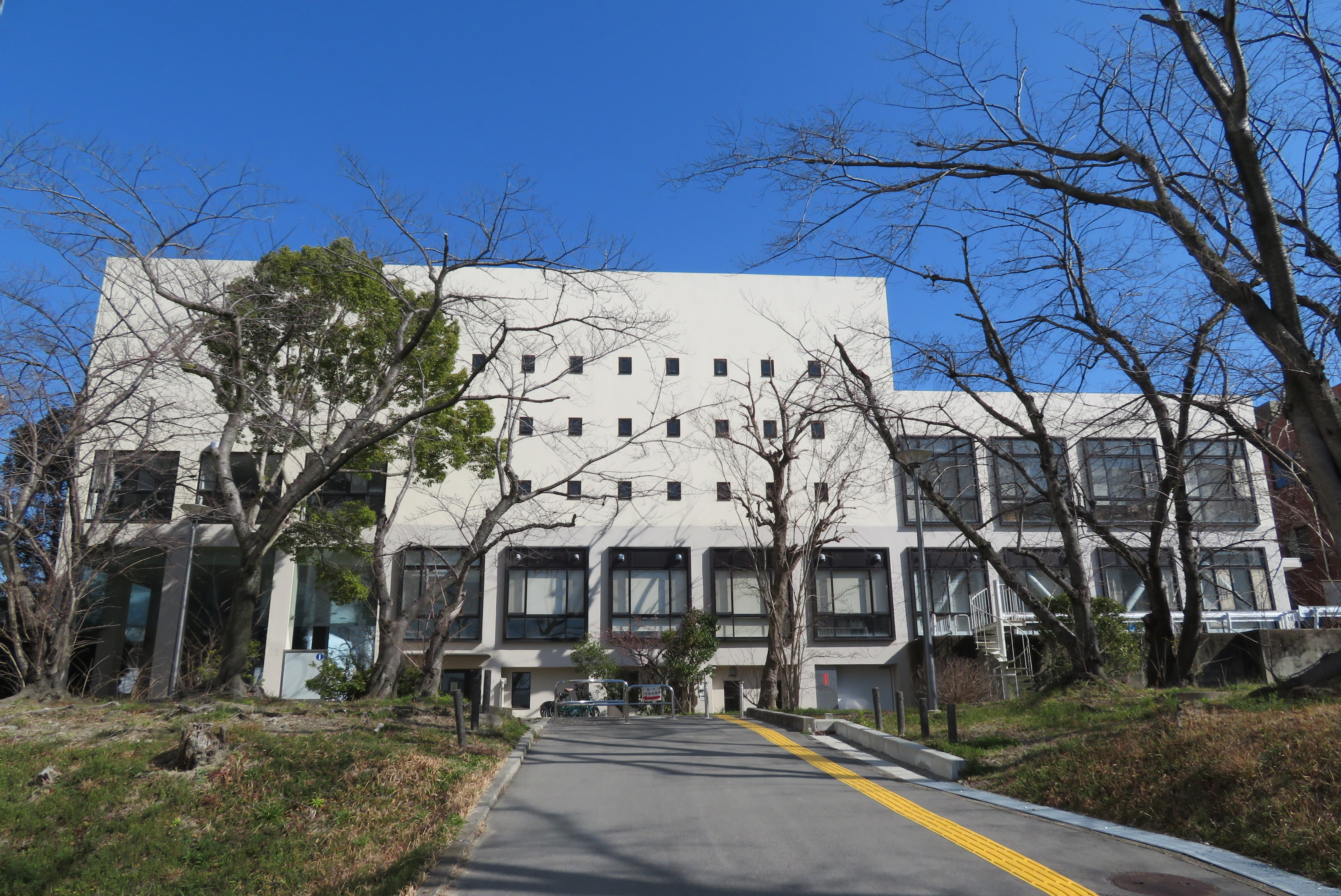
吹田校区的理工学图书馆
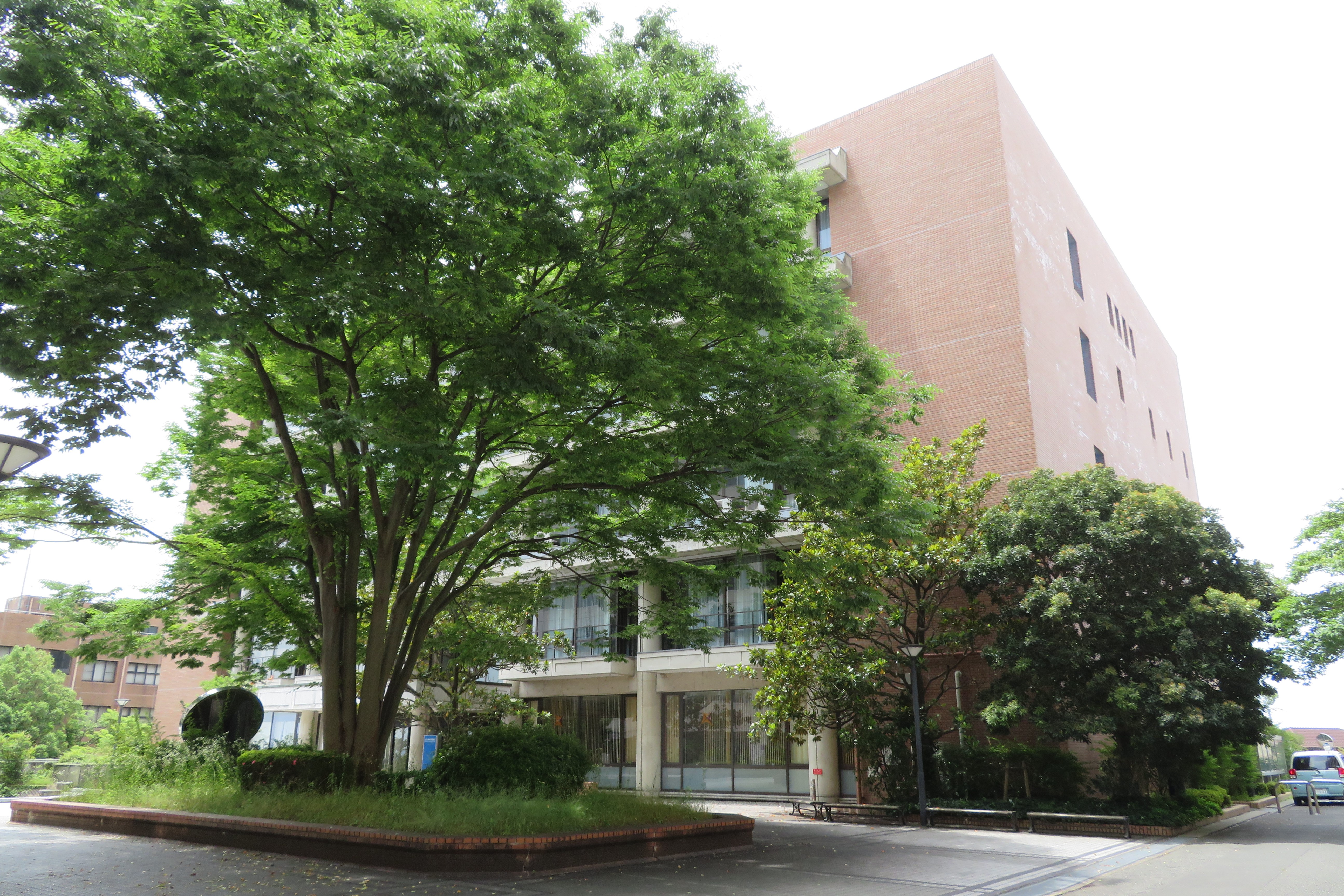
箕面校区的外国学图书馆